# Spiegel van Portugal

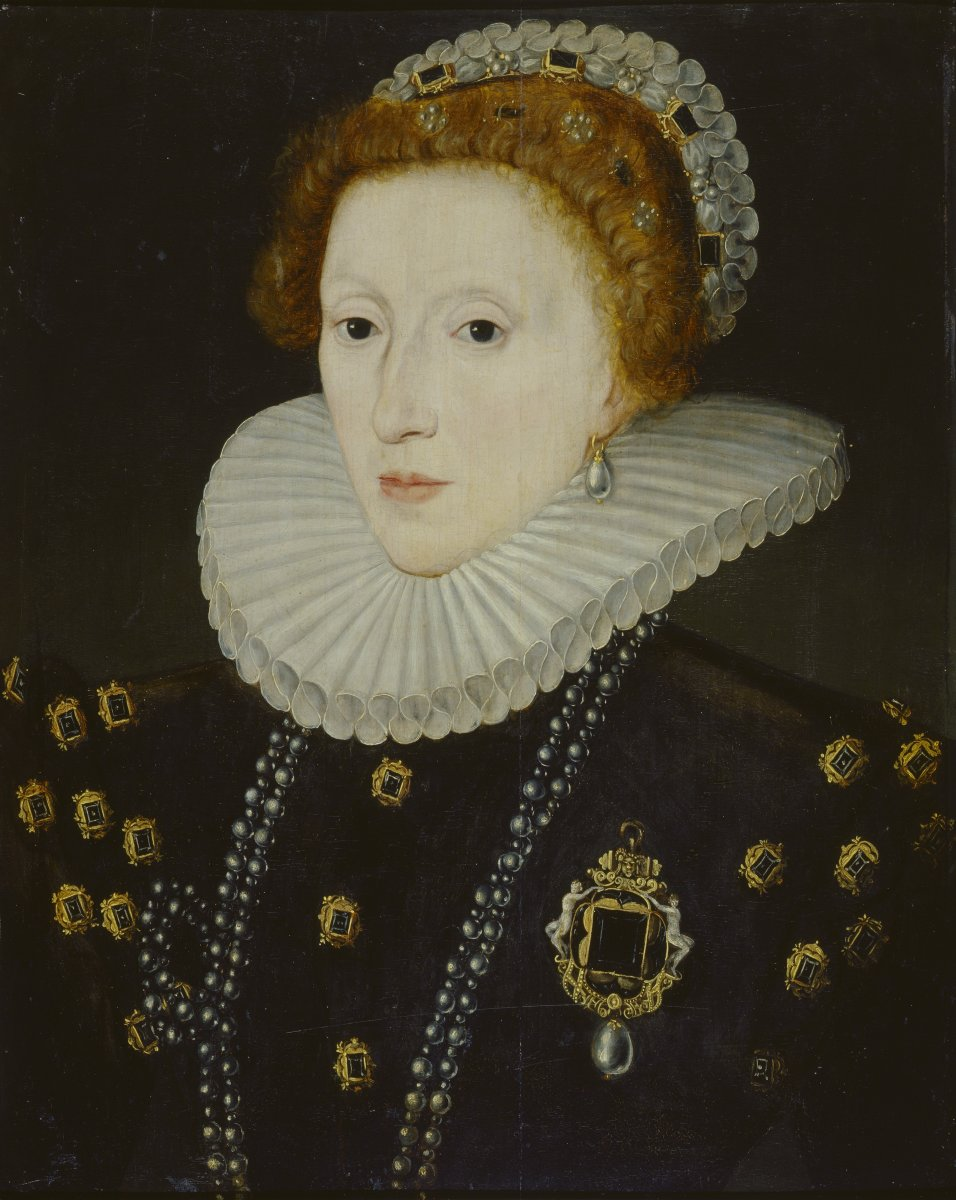
De Engelse koningin Elizabeth I met ín de broche een steen die de Spiegel van Portugal kan zijn

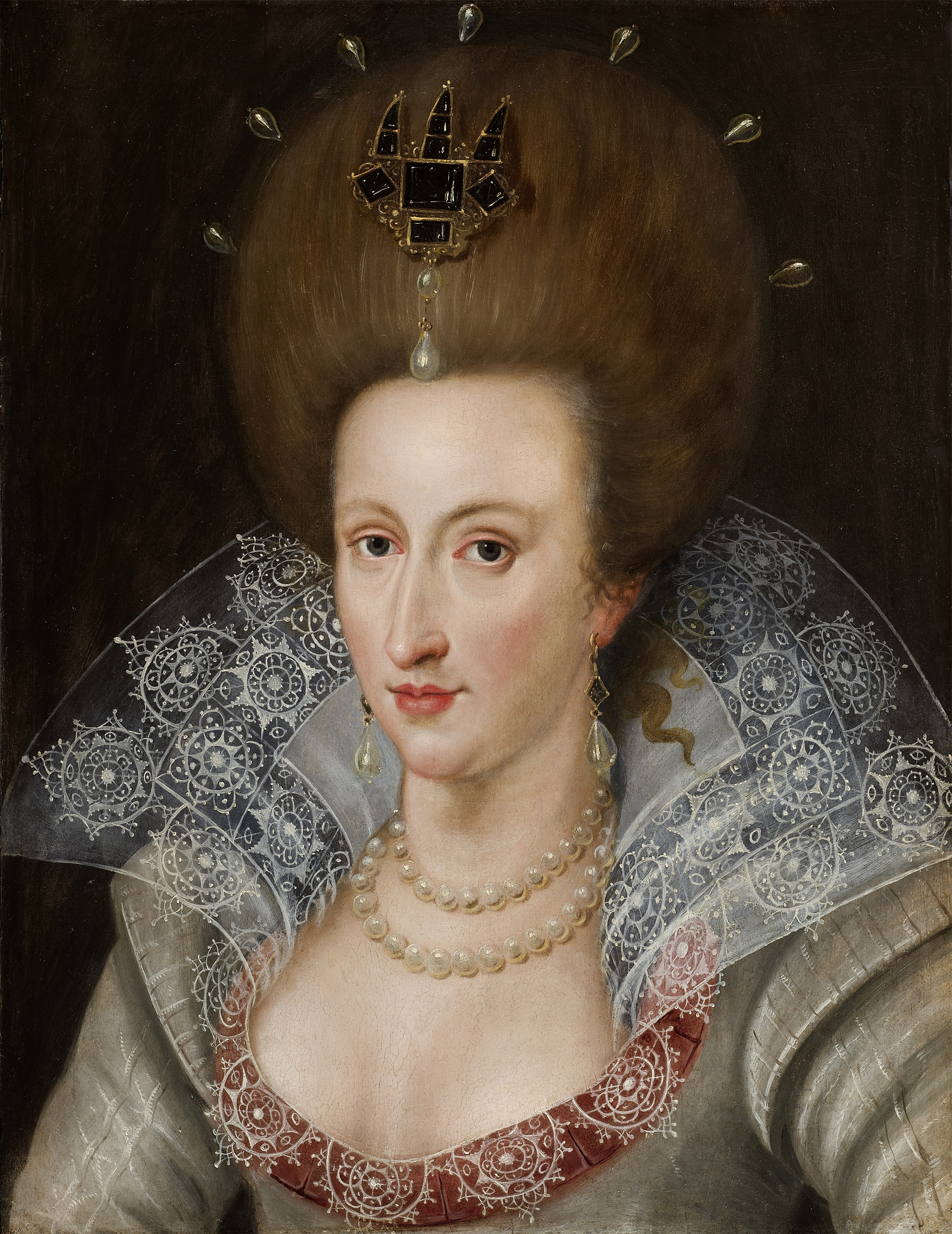
Koningin Anna van Engeland met een grote tafelgeslepen steen in haar aigrette

De Spiegel van Portugal is een grote diamant die eeuwenlang deel heeft uitgemaakt van de Portugese, Spaanse, Engelse en Franse kroonjuwelen. De steen valt op door de rechthoekige vorm. De Spaanse koningen hebben de Spiegel van Portugal samen met een grote druppelvormige parel, de La Peregrina, als aigrette op hun hoed gedragen. Ook een koningin werd met de steen geportretteerd.
De steen was eigendom van de Spaanse, Engelse en Franse koningen. De eerste bekende eigenaar was de Portugese koning Hendrik. Zijn onwettige zoon Anton I van Portugal deed een poging om zijn vader op te volgen en deed, in ruil voor Engelse steun, afstand van de steen ten gunste van Elizabeth I van Engeland. De vorstin droeg de grote diamant in een zetting met bloemen van emaille om de hals.
Diamanten werden in die tijd vaak gezet in een gesloten zetting met donkere folie achter de steen. Op deze wijze kwamen de diamanten goed uit bij kaarslicht.
Karel I van Engeland gaf de steen tijdens de Engelse Burgeroorlog in onderpand aan zijn Franse vertrouweling Bernard de Nogaret de La Valette, hertog van Épernon. Die verkocht de steen, samen met de Sancy, aan Kardinaal Mazarin. De steen ging Mazarin III, één van een verzameling edelstenen, heten. De Sancy werd de "Mazarin I". Mazarin liet zijn diamanten na aan Lodewijk XIV van Frankrijk.
In de late 17e of 18e eeuw werd de Mazarin III opnieuw geslepen. Op de inventaris van de Franse kroonjuwelen weegt de steen in 1691 nog 25 3/8 karaat en in 1791 nog maar 21 1/8 karaat.
In 1792 werd de steen, inmiddels opnieuw geslepen en als Mazarin III nog steeds deeluitmakend van de Franse kroonjuwelen, gestolen. Sindsdien is deze bijzondere diamant spoorloos verdwenen.
In een inventaris uit 1691 werd de steen beschreven als een tafelgeslepen kleurloze diamant; de "Miroir du Portugal", van 25 3/8 oude karaat wat overeenkomt met 26,07 karaat. Een in Frankrijk bewaarde loden vorm, waarschijnlijk van de Spiegel van Portugal, meet 17,89 x 16,73 x 10,98 millimeter. Een diamant met deze afmetingen zou precies 26,07 karaat wegen.
De steen werd als tafelsteen geslepen. Moderne reanimatie van de steen doet vermoeden dat de oude slijpwijze bij deze diamant het effect van een bijzondere diepte en lichtweerkaatsing zal hebben veroorzaakt.
De Spiegel van Portugal is zoals de meeste grote diamanten die aan de 18e-eeuwse hoven werd gedragen gevonden in de mijnen van Golconda in India.

## De Spiegel van Portugal in literatuur en film
De steen speelt een rol in een verhaal van Arthur Conan Doyle; "The Case of the Mirror of Portugal". Dit verhaal met de fictieve detective Sherlock Holmes is ook verfilmd.